# Tula de Allende

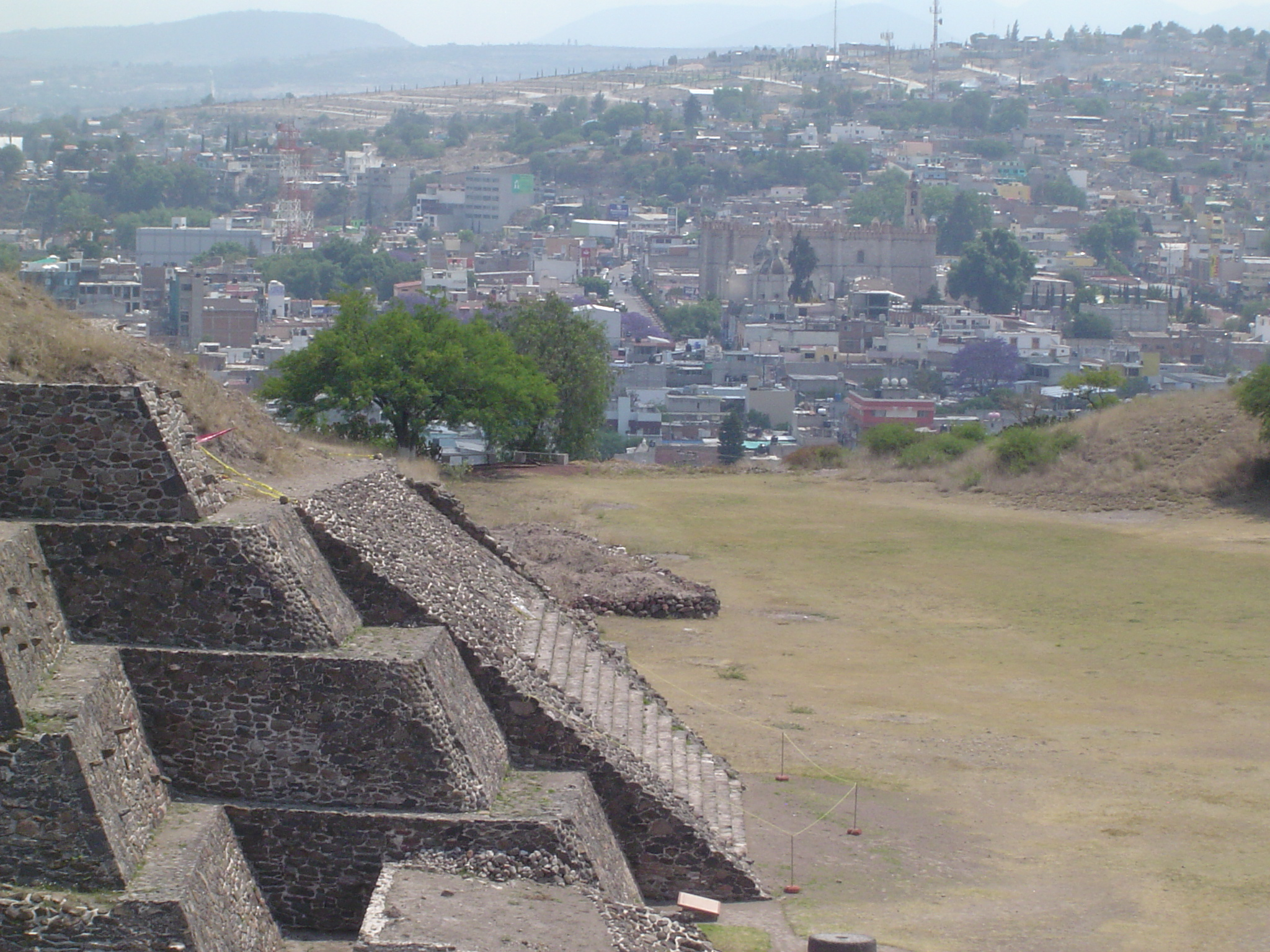
Panorama över Tula de Allende från den arkeologiska zonen

Marknadsplats i Tula 1932. Fotograf: Sigvald Linné

Tula de Allende (oftast kallad Tula) är en stad i kommunen Tula de Allende i Mexiko och är belägen i den västra delen av delstaten Hidalgo.

## Historia

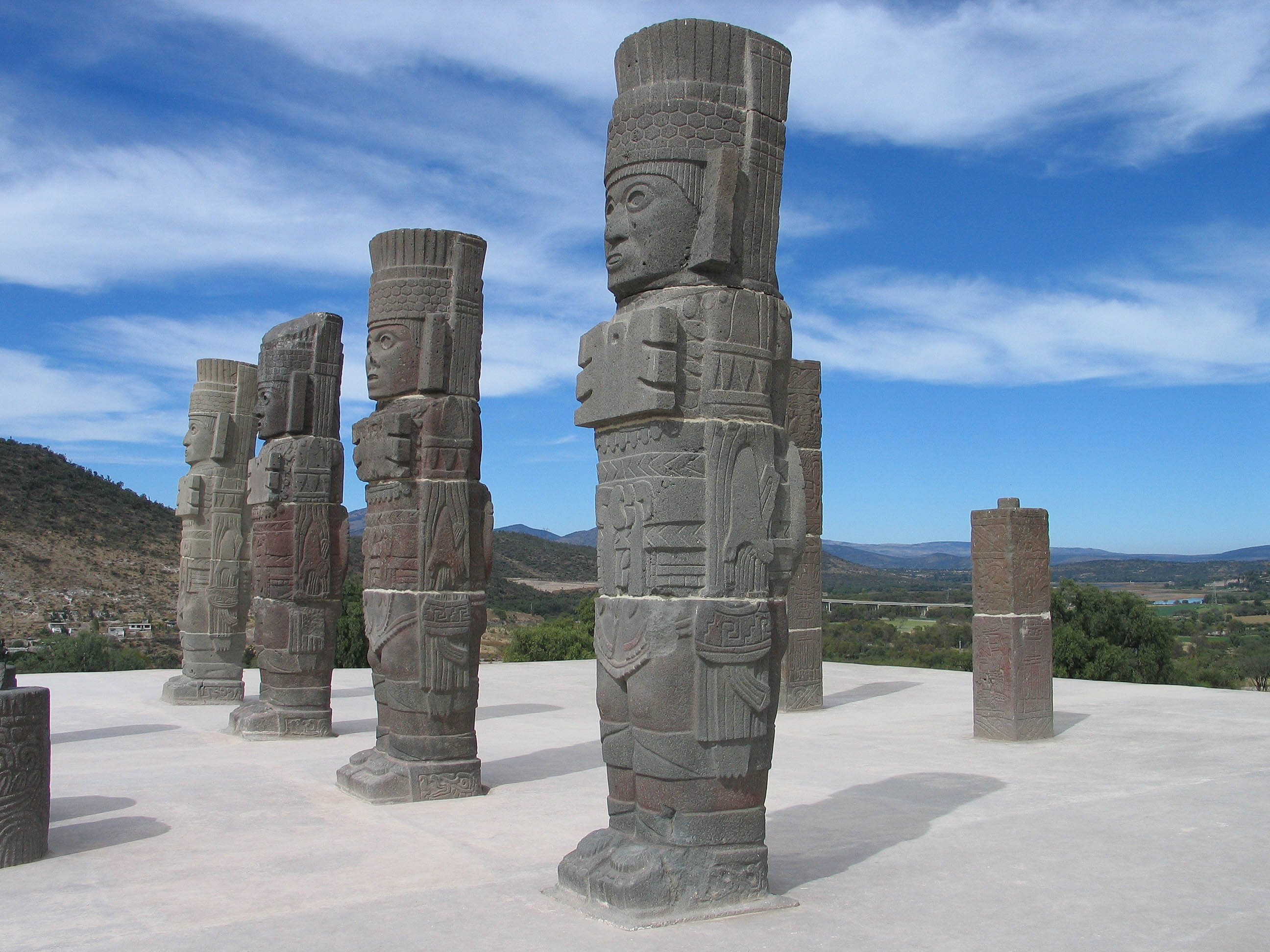
Toltekerkrigare som stenstoder i klassiska Tula

Tula var under 800- och 900-talen den största staden i det vi nu kallar centrala Mexiko, och är känd som toltekernas huvudstad ungefär mellan åren 980 och fram till att staden förstördes och övergavs 1168. Tula hade på den tiden uppskattningsvis 30 000 invånare på en yta av 12 km². Området är en viktig arkeologisk plats med omfattande utgrävningar och restaureringar av de byggnader som finns där, såsom pyramider och kolonner.
Staden Tula de Allende byggdes ovanpå vad som var den sydliga förlängningen av den forna staden Tula, i mitten av ett före detta kloster som spanjorerna byggde på 1500-talet. Den moderna staden är fortfarande förbunden med de antika ruinerna, vilka är en viktig turistattraktion tillika symbol för staden, särskilt krigarstoderna på Quetzalcoatlpyramiden.

## Stad och storstadsområde
Stadens befolkning är 29 324 invånare (2007), med totalt 96 246 invånare (2007) i hela kommunen på en yta av 332 km²
Storstadsområdet, Zona Metropolitana de Tula, har totalt 191 893 invånare (2007) på en yta av 586 km². Området består av kommunerna Tula de Allende, Atitalaquia, Atotonilco de Tula, Tlahuelilpan och Tlaxcoapan.